# Chorizocarpa
Chorizocarpa is een geslacht van zakpijpen (Ascidiacea) uit de familie Styelidae en de orde Stolidobranchia.

## Soorten
- Chorizocarpa guttata Michaelsen, 1904
- Chorizocarpa michaelseni (Sluiter, 1900)
- Chorizocarpa sydneyensis (Herdman, 1891)

Niet geaccepteerde soorten:
- Chorizocarpa elegans (Quoy & Gaimard, 1834) → Botryllus elegans (Quoy & Gaimard, 1834)
- Chorizocarpa sydneiensis (Herdman, 1891) → Chorizocarpa sydneyensis (Herdman, 1891)